# Dealu Lăunele
Dealu Lăunele – wieś w Rumunii, w okręgu Vâlcea, w gminie Dănicei. W 2011 roku liczyła 279 mieszkańców.